# Jozef Barmoš
Jozef Barmoš (* 28. August 1954 in Šurany, Tschechoslowakei) ist ein ehemaliger slowakischer Fußballspieler und derzeitiger -trainer.

## Spielerkarriere
Barmoš fing mit dem Fußballspielen bei Družstevník Bešeňovo an, 1970 wechselte er zu Inter Bratislava. 1978 spielte der Abwehrspieler für Dukla Prag, anschließend wieder für Inter Bratislava. 1985 beendete er seine Karriere.
Zwischen 1977 und 1982 spielte Barmoš 52 Mal für die tschechoslowakische Nationalmannschaft. Er nahm an der Weltmeisterschaft 1982 und an der Europameisterschaft 1980 teil.

## Trainer- und Funktionärskarriere
Barmoš arbeitete zunächst als Trainer beim österreichischen Verein SV Sieghartskirchen. Von 1995 bis 1998 war er Assistenztrainer bei der slowakischen Nationalmannschaft, anschließend führte er die U-21-Auswahl. Von 2000 bis 2002 war er Trainer des MŠK Žilina. In den folgenden Jahren arbeitete er als Generalmanager bei Inter Bratislava, wo er 2004/05 auch Trainer war. Von März 2006 bis Anfang 2007 war er für die slowakische U20-Nationalmannschaft verantwortlich, anschließend bis Ende 2008 für die U-21-Auswahl.